# Loggermarkt
Der Loggermarkt ist eine maritime Markt-Veranstaltung in Bremen-Vegesack.
Der Loggermarkt wird von der Großmarkt Bremen GmbH seit 1987 regelmäßig am Vegesacker Hafen veranstaltet. Der Name erinnert an die Heringslogger der Bremen-Vegesacker Fischerei-Gesellschaft. Neben Verkaufsständen und einem Flohmarkt bietet der Loggermarkt maritime Live-Musik und kulinarische Fisch-Spezialitäten.
Der Loggermarkt findet jedes Jahr im Frühling und im Herbst statt.

## Einzelnachweis
1. ↑  Loggermarkt in Bremen-Vegesack (Memento des Originals vom 26. Februar 2016 im Internet Archive)  Info: Der Archivlink wurde automatisch eingesetzt und noch nicht geprüft. Bitte prüfe Original- und Archivlink gemäß Anleitung und entferne dann diesen Hinweis., "Großmarkt Bremen GmbH"